# Hřib nachový
Hřib nachový (Rubroboletus rhodoxanthus (Krombh.) Kuan Zhao et Zhu L. Yang 2014) je jedovatá  houba z čeledi hřibovitých. Patří do skupiny barevných a modrajících hřibů, systematicky do sekce Luridi. Český mykolog Albert Pilát jej považoval za nejkrásnější z tuzemských i evropských hřibů a mykolog Jiří Hlaváček za nejkrásnější hřib vůbec.

## Synonyma
- Boletus rhodoxanthus (Krombh.) Kallenb.[2][6] 1925
- Boletus purpureus Fr. et Hök 1835 non Smotlacha 1911 nec Josef Velenovský 1922[7]
- Boletus purpureus var. rhodoxanthus (Krombh.) Moser[6]
- Boletus sanguineus var. rhodoxanthus Krombh.[6] 1838
- Boletus satanas var. apricorum R. Maire[8]

česká jména
- hřib nachový
- hřib purpurový[9]
- modrák červenožlutý[10]
- modrák krvavý[10]

## Taxonomie
Pojetí hřibu nachového/purpurového českými mykology bylo v první polovině 20. století značně nejednotné. Josef Velenovský a František Smotlacha označovali názvem hřib purpurový (Boletus purpureus) jinou houbu než předcházející (a následující) generace mykologů. František Smotlacha později tuto houbu popsal jako samostatný druh, hřib rudonachový (Boletus rhodopurpureus), čímž nesrovnalost vyřešil.
Pro hřib nachový v současném pojetí používal Smotlacha po dlouhou dobu vlastní název hřib satanovitý (Boletus satanoides). Z dnešního hlediska jde však o název kolektivní, protože jej používal pro několik (velmi podobných) druhů, které však byly separátně popsané teprve později. Pod název hřib satanovitý (Boletus satanoides) tak krom hřibu nachového (Rubroboletus rhodoxanthus syn. Boletus purpureus sensu auct. plur. non Vel. nec Smotlacha) sdružoval dále později popsaný hřib Le Galové (Rubroboletus legaliae syn. Boletus lupinus sensu Bres. non Fr.) a hřib Moserův (Rubroboletus rubrosanguineus).

## Vzhled

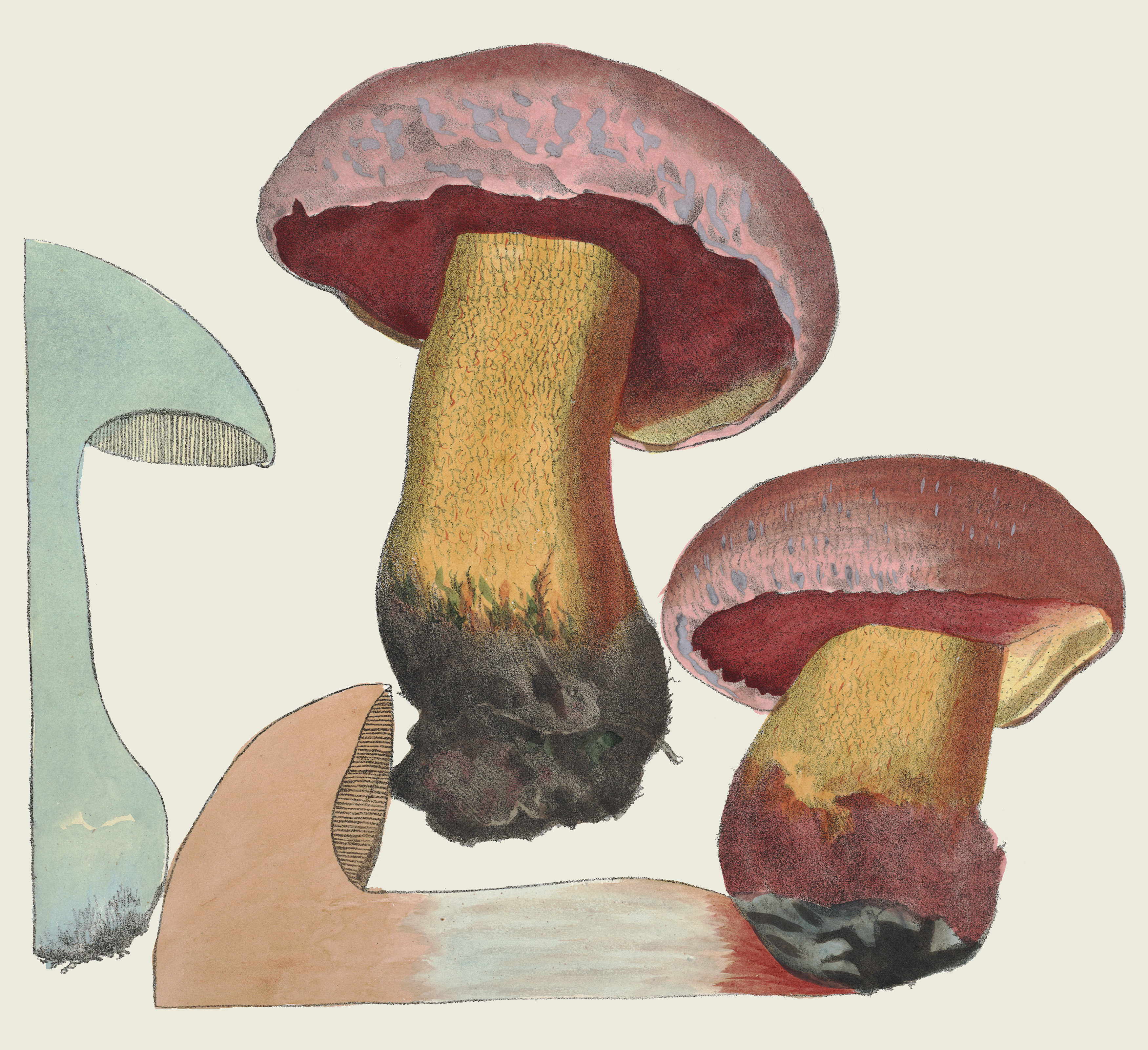
Hřib nachový na ilustraci Františka Šíra z díla J. V. Krombholze (19. století)

### Makroskopický
Klobouk houby dosahuje průměru 50–150 (200) mm. Podobně jako u ostatních hřibů má v mládí polokulovitý klobouk, který se postupně narovnává. Je velmi světlý, v mládí bělavý nebo našedlý, kožově šedohnědavý, později narůžovělý, vzácně až růžový nebo purpurově načervenalý, především při vlhčím počasí.
Žluté až nazelenalé rourky se po poranění barví do modrozelena, póry jsou sytě červené.
Třeň je tlustý, nahnědlý až červený, v horní části pokrytý síťkou.
Dužina je jemně nažloutlé barvy a na řezu modrá. Chutná mírně, slabě houbově a voní příjemně, slabě po ovoci.

### Mikroskopický
Povrch klobouku kryjí trichodermové vláknité 3–6 (9) μm široké hyfy. Výtrusy dosahují 11–15 (16,5) × 4,5 – 5,5 (6) μm, jsou hladké, téměř vřetenovité či elipsovitě vřetenovité, patrná je mělká suprahilární deprese. Výtrusný prach je olivový.

## Výskyt
Hřib nachový je velmi vzácný, roste v teplejších oblastech, v České republice pouze v nížinách a pahorkatinách. Preferuje světlá teplá místa v listnatých lesích (tvoří mykorhizu s duby a méně často buky), obvykle na zásaditých půdách v lokalitách teplomilné květeny. Pilát jej uvádí mezi typickými druhy xerotermních dubo-habrových hájů na vápencích, vzácně v kyselých doubravách a oligotrofních habrových doubravách a zmiňuje jej i v případě druhotných smíšených lesů na půdách nevápenatých (konkrétně v souvislosti teplých středně vlhkých dubin acidofilního charakteru na Moravě). Je příbuzný hřibu satanu a roste i na podobných stanovištích, avšak zároveň i tam, kde se satan nevyskytuje. Fruktifikuje od července do září.

## Rozšíření

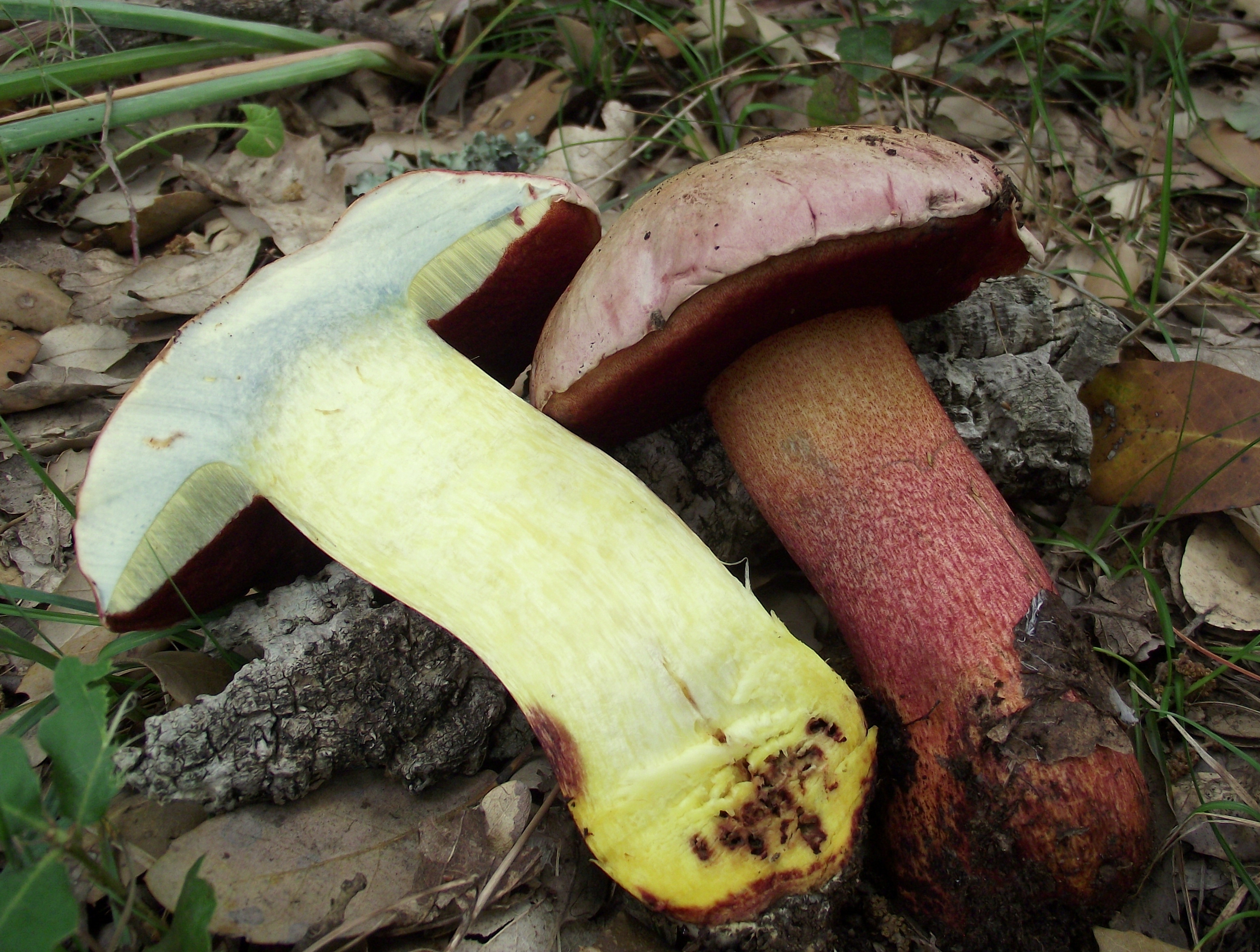
Řez plodnicí

Roste v Evropě, známý je z následujících zemí: Česká republika, Dánsko, Chorvatsko, Itálie, Maďarsko, Německo, Rakousko, Slovensko, Slovinsko, Spojené království (a ostrov Man), Španělsko a Švédsko.
V České republice byly publikovány nálezy z následujících chráněných území:
- Český kras[14] (Středočeský kraj)
  - Karlické údolí[14][16] (okres Beroun, Praha-západ)
- Drbákov - Albertovy skály[17] (okres Příbram)
- Džbán[14] (Ústecký kraj)
- Hádecká planinka[14] (okres Brno-město)
- Chuchelský háj[14] (Praha)
- Pálava[14] (Jihomoravský kraj)
  - Milovická stráň[14] (okres Břeclav)
- Velký vrch[18] (okres Louny)

## Záměna
Hřib nachový může být zaměněn za podobně zbarvené modrající hřiby:
- hřib Le Galové (Rubroboletus leagaliae) – při zasychání voní po Maggi
- hřib satan (Rubroboletus satanas) – větší plodnice, na řezu modrá pomaleji a méně[8]
- hřib Moserův (Rubroboletus rubrosanguineus) – roste ve vyšších polohách

I když má hřib nachový a hřib Le Galové podobné požadavky (ve starší literatuře byly někdy zaměňované), liší se poněkud odlišnou ekologií. Hřib nachový se na rozdíl od hřibu Le Galové nevyskytuje na hrázích rybníků.
Může se však vyskytovat na stanovištích hřibu satana, který dorůstá větších rozměrů a ve stáří jeho plodnice páchnou (plodnice hřibu purpurového odporně nepáchnou ani v dospělosti). Liší se také tvarem třeně, který je oproti satanu spíše válcovitý až mírně kyjovitý.
Hřib Moserův se liší stanovištěm – preferuje vyšší polohy a roste pod jehličnany.

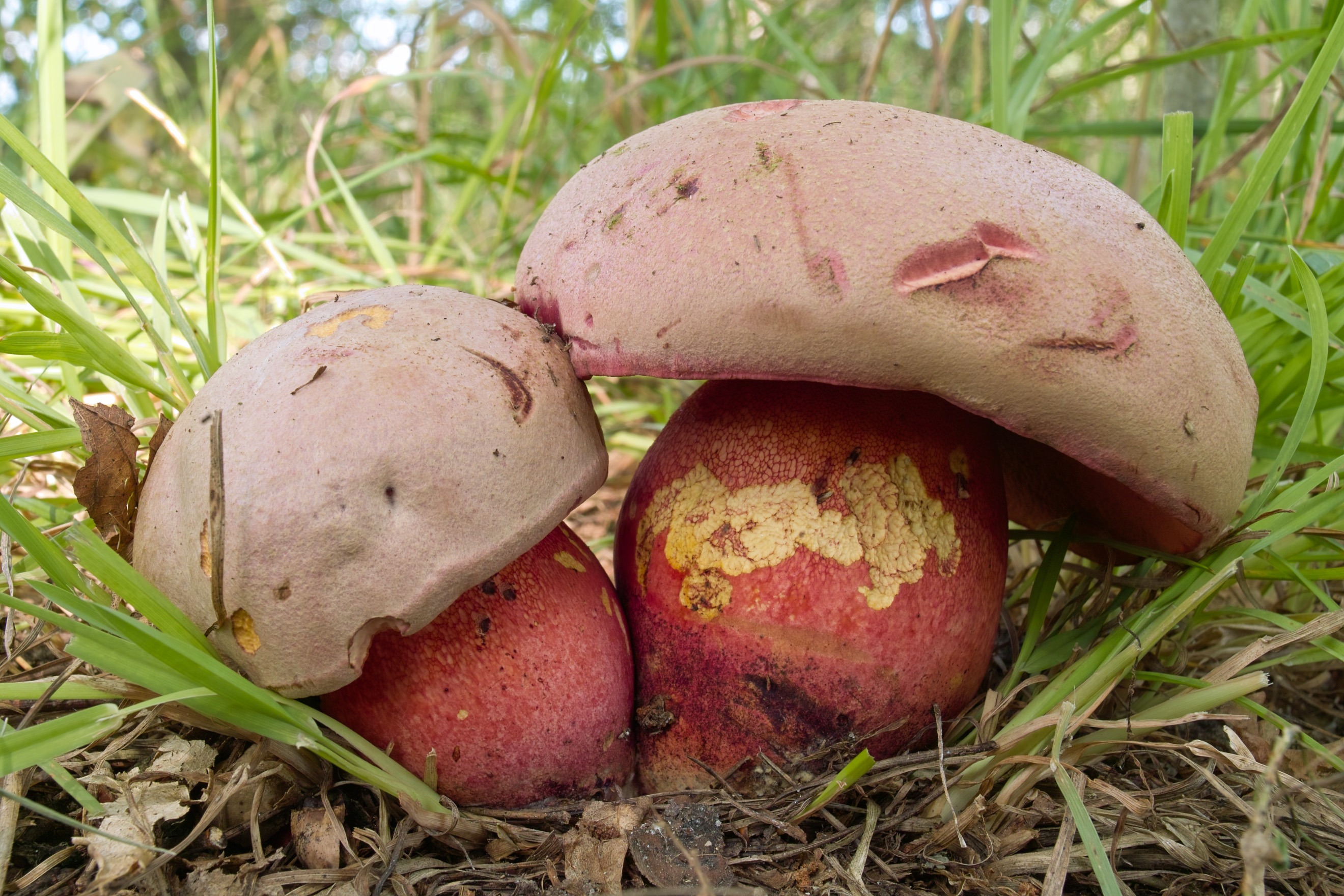
hřib Le Galové
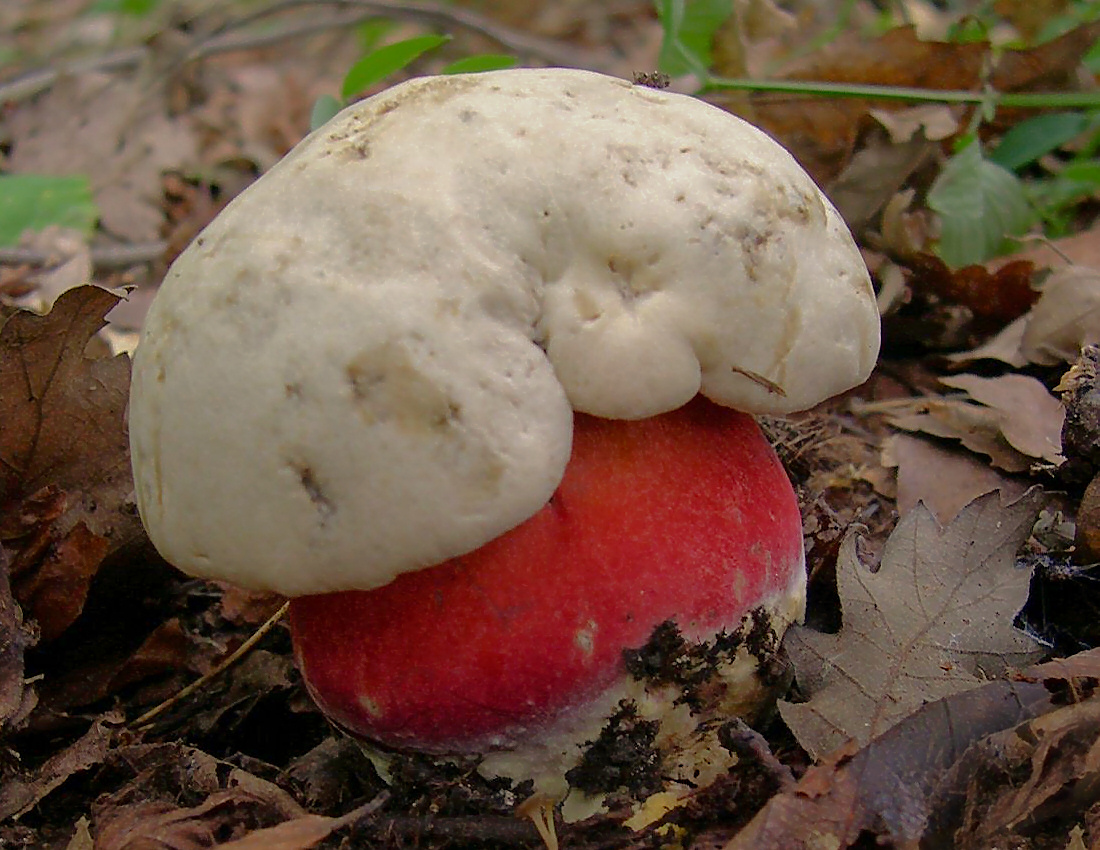
hřib satan
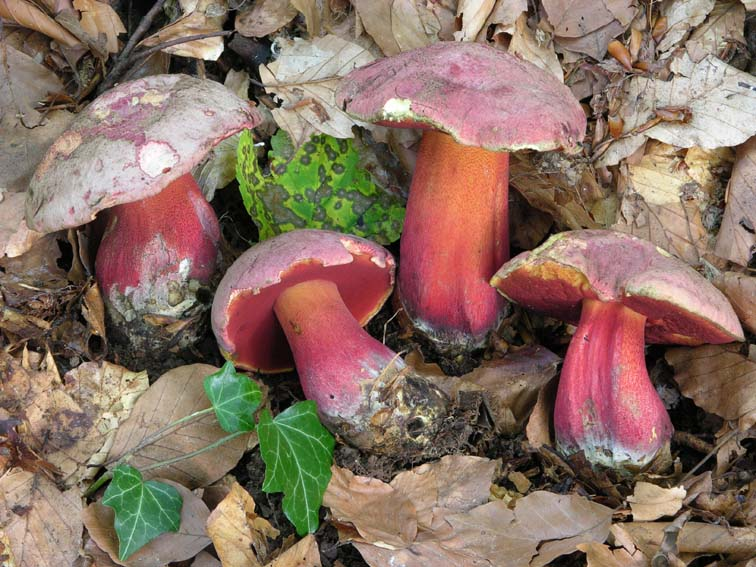
hřib Moserův

## Hřib zlatožlutý
Boletus chrysoxanthus Hlaváček 1999 je (částečně) xanthoidní formou hřibu nachového, která ztratila červené barvivo a je žlutě zbarvená. Vyskytuje se vzácně na stanovištích s běžnými plodnicemi. Italský mykolog Bruno Cetto ji uváděl jako Boletus flavopallidus nom. prov. Jako Boletus chrysoxanthus jej popsal český mykolog Jiří Hlaváček, který jej společně s Alešem Chvojkou poprvé našel v roce 1997 na strmé stráni poblíž Vonoklas (Český kras).

## Ochrana
Hřib nachový je velmi vzácná houba, která je zařazena do Červeného seznamu hub České republiky (pod názvem hřib purpurový) jako kriticky ohrožený druh (CR), takže ji je třeba chránit. Většina původních lokalit již zanikla, houba je ohrožena mj. i sbíráním plodnic houbaři. O případných nálezech je vhodné informovat mykologická pracoviště.

## Toxicita
Hřib nachový je za syrova a při nedostatečném tepelném zpracování jedovatý. Otravy jsou podobného typu jako u hřibu satanu (gastroenterodyspepsie – zvracení, průjmy, dehydratace), jejich průběh je však o něco mírnější. Houbu nelze doporučit ke konzumaci. Nejlepší prevencí je vyhnout se sběru všech hřibovitých hub, které kombinují bílý, šedobílý či růžovobílý klobouk s červenými nebo načervenalými póry (hřib satan, hřib satanovitý, hřib Le Galové, hřib nachový a hřib Moserův)